# Gadiel Miranda
Gadiel Miranda (4 de enero de 1986) es un deportista puertorriqueño que compite en judo. Ganó una medalla de plata en los Juegos Panamericanos de 2011 en la categoría de –81 kg.

## Palmarés internacional
| Juegos Panamericanos | Juegos Panamericanos | Juegos Panamericanos | Juegos Panamericanos |
| Año                  | Lugar                | Medalla              | Categoría            |
| -------------------- | -------------------- | -------------------- | -------------------- |
| 2011                 | Guadalajara (México) | Medalla de plata     | –81 kg               |